# Hidenori Ishii
Hidenori Ishii (石井 秀典 Ishii Hidenori?), född 23 september 1985 i Chiba prefektur, är en japansk fotbollsspelare.
Ishii började sin karriär 2008 i Montedio Yamagata. Han spelade 179 ligamatcher för klubben. 2015 flyttade han till Tokushima Vortis.